# Marc Jaeger
Marc Jaeger (ur. 1954) – luksemburski prawnik i sędzia, od 1996 sędzia Sądu, a od 2007 jego prezes.
Ukończył studia prawnicze na Uniwersytecie Roberta Schumana w Strasburgu oraz studia w Collège d’Europe. Od 1981 adwokat w Luksemburgu, a od 1983 delegat przy prokuratorze generalnym w Luksemburgu. Sędzia luksemburskiego sądu okręgowego od 1984. Pełnił także funkcję referendarza w Trybunale Sprawiedliwości Unii Europejskiej (1986–1996). Silnie zaangażowany w rozwój edukacji w Luksemburgu, wykładowca akademicki, prezydent Rady Gubernatorów Uniwersytetu Luksemburskiego.
11 lipca 1996 został sędzią Sądu Unii Europejskiej. 17 września 2007. wybrany na jego prezesa, a 13 września 2010 na drugą kadencję, która zakończyła się 31 sierpnia 2013.